# Gilletinus acutus
Gilletinus acutus là một loài bọ cánh cứng trong họ Geotrupidae. Loài này được Howden miêu tả khoa học năm 1989.